# 石狩海浜ホテル
石狩海浜ホテル（いしかりかいひんホテル）は、かつて北海道石狩市で開業を予定されていたホテル。田上義也が設計した建物は、アール・デコ様式を取り入れた白い客船のようであり、直線的なフォルムが際立つものであった。
しかし実際に宿泊客を迎えることがないままに焼失したため、現存しない。

## 歴史
1932年（昭和7年）6月、『北海タイムス』に「石狩の砂丘に大遊覧ホテル工費50万円で建設」という見出しの記事が掲載された。能量寺の住職・飯尾円什が中心となって立ち上げた事業だったが、その実態は先に派手な計画を公表しておいて、それから投資家を集めようとする、見切り発車だった。
建物は1935年（昭和10年）の暮れに上棟、1937年（昭和12年）5月に竣工したが、外装ができただけで内部造作に充てる予算はなかった。
1942年（昭和17年）に北海道庁へと売却され、1944年（昭和19年）には健民修錬所へと転用される。
1945年（昭和20年）7月15日、石狩がアメリカ軍の空襲に見舞われ、海浜ホテルは全焼した。
その後、21世紀の初頭に至るまで、台風一過の朝などは、砂に埋もれたホテルの基礎が垣間見えることがあったという。